# Bobby Fish
Bobby Fish, pseudonimo di Robert Fish (Albany, 27 ottobre 1976), è un wrestler statunitense che si esibisce nel circuito indipendente.
Fish è stato sotto contratto con la WWE dal 2017 al 2021, dove ha vinto due volte l'NXT Tag Team Championship, una con Adam Cole, Kyle O'Reilly e Roderick Strong (i quattro difendevano il titolo sotto la Freebird Rule) e una con il solo O'Reilly.
È anche noto per aver militato nelle più importanti federazioni di wrestling nel panorama indipendente americano e internazionale, come la Ring of Honor, la Evolve e la Pro Wrestling Noah.

## Carriera

### Ring of Honor (2013-2017)
Il 2 marzo 2013 i reDRagon sconfissero i Briscoe Brothers conquistando i ROH World Tag Team Championship. Li difesero con successo contro gli Alabama Attitude e anche contro Caprice Coleman e Cedric Alexander a Best in the World 2013. Persero le cinture contro i Forever Hooligans Alex Koslov e Rocky Romero. il 27 luglio. Dopo appena venti giorni, riconquistarono le corone dagli American Wolves, Davey Richards e Eddie Edwards. Questo regno durò fino all'8 marzo 2014, quando vennero sconfitti dagli Young Bucks.
Il 17 maggio, Fish e O'Reilly sconfissero gli Young Bucks dando inizio al loro terzo regno da campioni al PPV War of the Worlds, evento organizzato dalla ROH in collaborazione con la New Japan Pro-Wrestling. A Best in the World 2014, difesero le cinture contro i Briscoe e Christopher Daniels e Frankie Kazarian. Il 23 novembre 2014, Fish e O'Reilly vinsero la Tag Wars mantenendo i titoli di coppia contro ACH ed Evan Bourne, gli Addiction e i Briscoe. Batterono poi Alex Shelley e Kushida a Final Battle, e Mike Bennett e Matt Taven a Supercard of Honor IX nel marzo 2015. Nei tapings ROH del 4 aprile, persero i titoli contro Daniels e Kazarian. Il 13 maggio, durante la seconda notte dell'evento War of the Worlds 2015, Fish sfidò Jay Briscoe per il ROH World Championship ma perse. Il 18 dicembre, invece, all'evento Final Battle, Fish perse contro Roderick Strong un incontro valido per il ROH World Television Championship, titolo che conquistò l'8 maggio 2016 a Global Wars battendo Tomohiro Ishii.

### WWE (2017-2021)

#### The Undisputed Era (2017-2021)
Fish ha firmato con la WWE e ha fatto il suo debutto ad NXT, territorio di sviluppo della WWE, il 23 giugno 2017 perdendo contro Aleister Black. Nella puntata di NXT del 12 luglio Fish è stato nuovamente sconfitto da Black. Il 19 agosto, a NXT TakeOver: Brooklyn III, Fish e Kyle O'Reilly hanno prima attaccato i nuovi NXT Tag Team Champions, i SAnitY (Alexander Wolfe e Eric Young), e in seguito il nuovo NXT Champion Drew McIntyre assieme al debuttante Adam Cole. Nella puntata di NXT del 14 settembre Cole, Fish e O'Reilly hanno attaccato Drew McIntyre dopo il suo confronto con Roderick Strong; in seguito, il trio si è fatto nominare The Undisputed Era. Nella puntata di NXT del 20 settembre Fish e O'Reilly hanno fatto il loro debutto come tag team sconfiggendo Trent Seven e Tyler Bate. Nella puntata di NXT del 18 ottobre il match tra l'Undisputed Era e i SAnitY è terminato in no-contest a causa dell'intervento degli Authors of Pain (Akam e Rezar). Il 18 novembre, a NXT TakeOver: WarGames, l'Undisputed Era ha sconfitto i SAnitY e il team formato dagli Authors of Pain e Roderick Strong in un WarGames match. Nella puntata di NXT del 29 novembre Fish e Kyle O'Reilly hanno sconfitto Eric Young e Killian Dain conquistando così l'NXT Tag Team Championship per la prima volta. Nella puntata di NXT del 10 gennaio 2018 Fish e O'Reilly hanno difeso con successo i titoli contro Aleister Black e Roderick Strong. Il 27 gennaio, a NXT TakeOver: Philadelphia, Fish e O'Reilly hanno difeso con successo i titoli contro gli Authors of Pain. Nella puntata di NXT del 7 febbraio l'Undisputed Era ha sconfitto i SAnitY in un Six-man Tornado Tag Team match. In seguito, Fish ha subito un infortunio che lo terrà fuori dalle scene per almeno sei mesi.  A seguito dell'infortunio di Fish, Adam Cole ha preso il suo posto, sotto la "Freebird Rule". In seguito, Strong è stato riconosciuto dalla WWE come campione sotto la "Freebird Rule". Il 19 giugno, durante l'evento NXT U.K. Championship, O'Reilly e Strong hanno perso i titoli a favore dei Moustache Mountain (Trent Seven e Tyler Bate) dopo 202 giorni di regno. Fish è tornato in azione il 17 novembre 2018, a NXT TakeOver: WarGames II, dove l'Undisputed Era è stata sconfitta dai War Raiders (Hanson e Rowe), Pete Dunne e Ricochet in un WarGames match. Nella puntata di NXT del 12 dicembre Fish ha combattuto il suo primo match singolo dall'infortunio contro EC3 venendo sconfitto. Il 1º giugno, a NXT TakeOver: XXV, Fish e O'Reilly hanno partecipato ad un Ladder match per il vacante NXT Tag Team Championship che comprendeva anche Danny Burch e Oney Lorcan, i Forgotten Sons (Steve Cutler e Wesley Blake) e gli Street Profits (Angelo Dawkins e Montez Ford) ma il match è stato vinto da questi ultimi. Il 10 agosto, a NXT TakeOver: Toronto II, Fish e O'Reilly hanno affrontato gli Street Profits per l'NXT Tag Team Championship ma sono stati sconfitti. Nella puntata di NXT del 14 agosto, tuttavia, Fish e O'Reilly hanno riconquistato l'NXT Tag Team Championship per la seconda volta sconfiggendo gli Street Profits. Il 16 febbraio, a NXT TakeOver: Portland, Fish e O'Reilly hanno perso i titoli contro i BroserWeights (Matt Riddle e Pete Dunne) dopo 185 giorni di regno. Nella puntata di NXT dell'11 marzo Fish e O'Reilly hanno affrontato nuovamente i BroserWeights per l'NXT Tag Team Championship ma sono stati sconfitti. Nella puntata di NXT del 1º aprile Fish è stato sconfitto da Velveteen Dream. Nella puntata di NXT del 15 aprile Fish e Roderick Strong hanno affrontato Matt Riddle e Timothy Thatcher (come sostituto dell'indisponibile Pete Dunne) per l'NXT Tag Team Championship ma sono stati sconfitti. Nella puntata di NXT del 3 giugno Fish e Strong hanno preso parte ad un Triple Threat Tag Team match contro i Breezango (Fandango e Tyler Breeze) e Danny Burch e Oney Lorcan per determinare i contendenti n°1 all'NXT Tag Team Championship ma il match è stato vinto dai Breezango. Nella puntata di NXT del 5 agosto Fish e O'Reilly hanno affrontato Fabian Aichner e Marcel Barthel dell'Imperium per l'NXT Tag Team Championship ma sono stati sconfitti. Nella puntata di NXT del 14 ottobre Fish e Strong hanno sconfitto Danny Burch e Oney Lorcan, diventando i contendenti n°1 all'NXT Tag Team Championship. Il 6 dicembre, a NXT TakeOver: WarGames IV, l'Undisputed Era ha sconfitto Danny Burch, Oney Lorcan, Pat McAfee e Pete Dunne in un WarGames match.
Fish tornò nella puntata di NXT dell'11 maggio 2021 salvando Kyle O'Reilly dall'attacco di Oney Lorcan e Pete Dunne. Il 25 maggio, sempre ad NXT, Fish affrontò Pete Dunne venendo sconfitto. Successivamente, nella puntata di NXT del 13 luglio, Fish ebbe in confronto con la Diamond Mine, formata dall'ex-amico Roderick Strong, Hideki Suzuki e Tyler Rust, affrontando proprio quest'ultimo venendo sconfitto.
Il 6 agosto, Fish venne licenziato, insieme a diversi colleghi, a causa di tagli al personale.

### All Elite Wrestling (2021-2022)
Il 29 settembre 2021 venne annunciato che Fish avrebbe debuttato il 6 ottobre nella puntata di Dynamite contro Sammy Guevara per l'AEW TNT Championship, ma in tale match venne sconfitto, e a show concluso Fish annunciò di aver firmato per la AEW.

## Personaggio

### Mosse finali
- Fish Hook Deluxe Edition (Heel hook)
- Flying Fish Hook (High knee)
- Sleeping With The Fishes (Jumping spin kick)
- Double jump moonsault
- Diving headbutt

### Soprannomi
- "The Burden"
- "The Infamous"
- "The Round Eye Samurai"

## Titoli e riconoscimenti
- Collision Pro Wrestling
  - CPW Heavyweight Champion (1)
- High Risk Wrestling

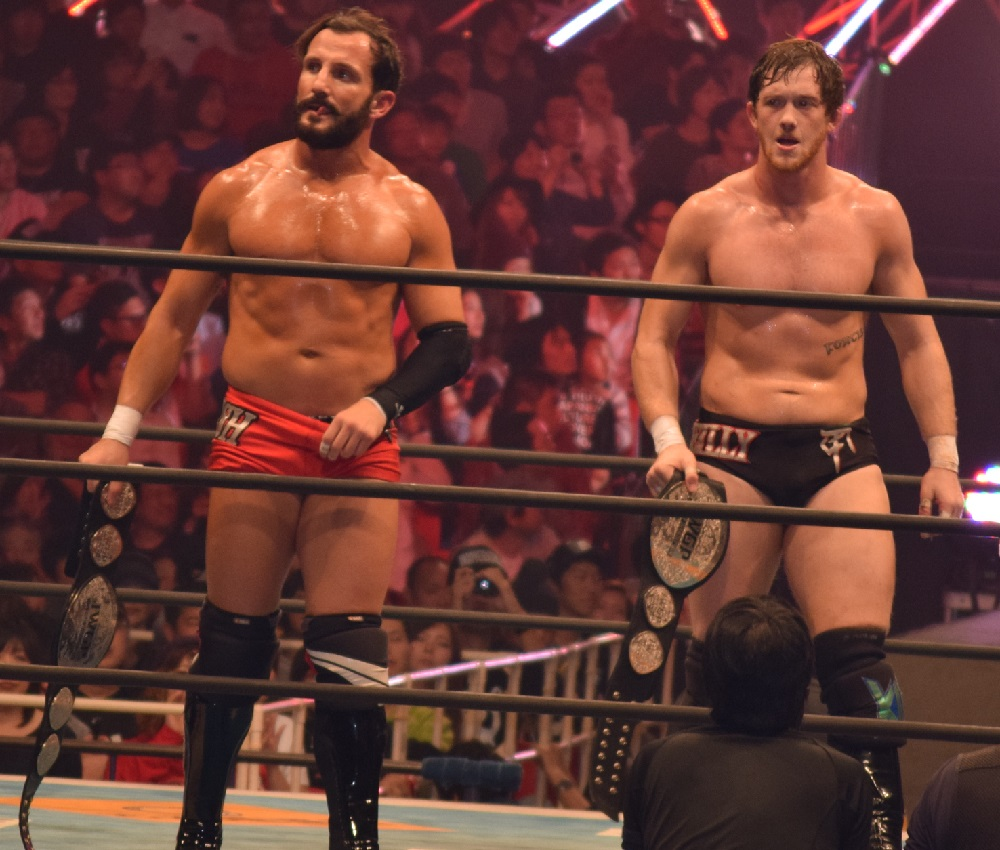
Fish insieme a Kyle O'Reilly (destra) con l'IWGP Junior Heavyweight Tag Team Championship, titolo che hanno vinto due volte

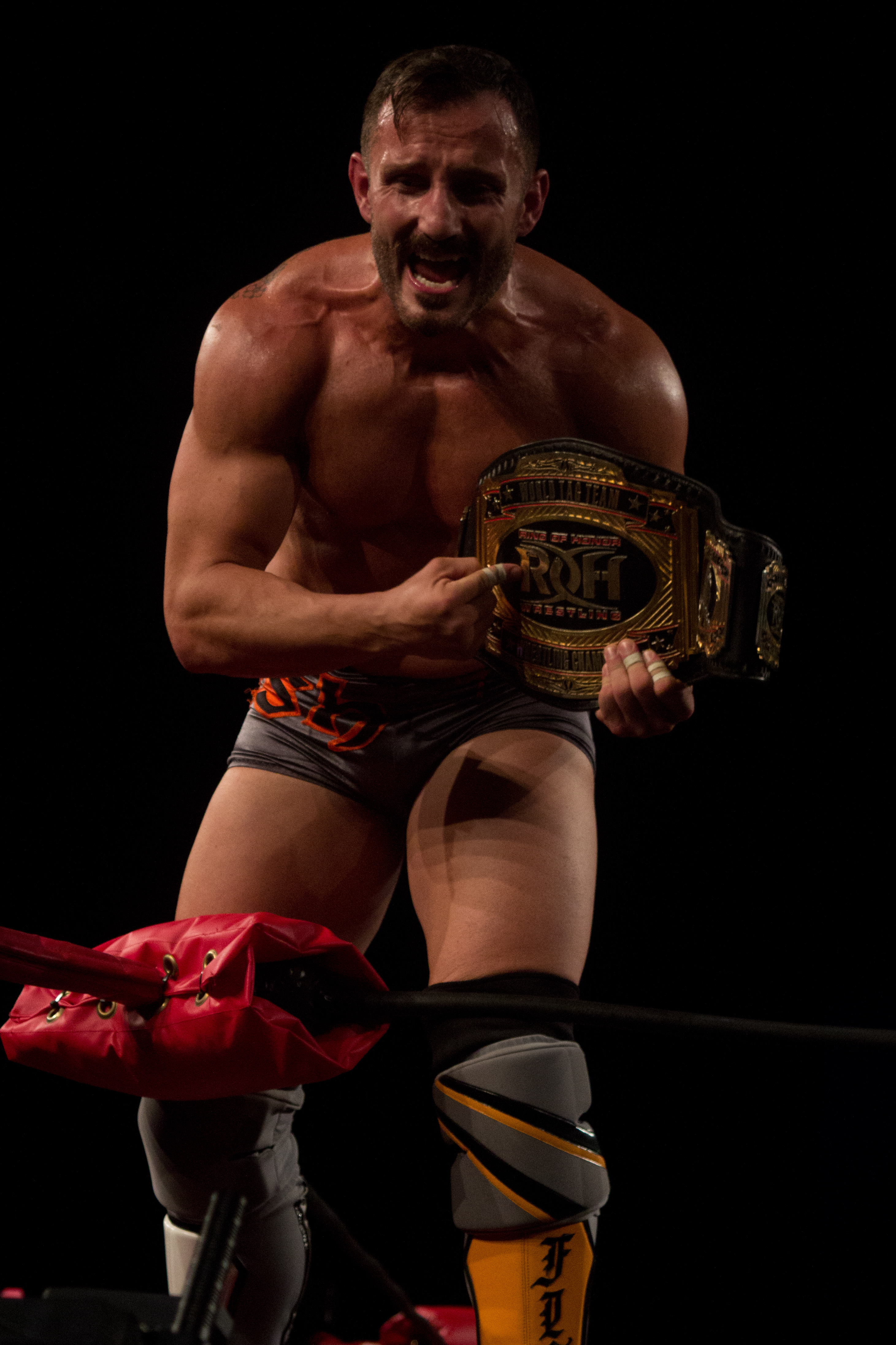
Fish con il ROH World Tag Team Championship, titolo che ha vinto tre volte con Kyle O'Reilly

  - HRW Tag Team Championship (1) – con Kyle O'Reilly
- New England Championship Wrestling
  - NECW Heavyweight Championship (1)
- New Japan Pro-Wrestling
  - IWGP Junior Heavyweight Tag Team Championship (2) – con Kyle O'Reilly
  - Super Jr. Tag Tournament (2014) – con Kyle O'Reilly
- Pro Wrestling Illustrated
  - Tag Team of the Year (2016) con Kyle O'Reilly
  - 26º nella classifica dei 500 migliori wrestler singoli su PWI 500 (2016)
- Pro Wrestling Noah
  - NTV G+ Cup Jr. Heavyweight Tag League Fighting Spirit Award (2012) con Eddie Edwards
- Pro Wrestling Unscripted
  - PWU Tag Team Championship (1) – con Scott Cardinal
- Ring of Honor
  - ROH World Tag Team Championship (3) – con Kyle O'Reilly
  - ROH World Television Championship (1)
  - ROH World Television Championship #1 Contender Tournament (2015)
  - Tag Wars Tournament (2014) – con Kyle O'Reilly
  - Survival of the Fittest (2016)
- Upstate Pro Wrestling
  - UPW Heavyweight Championship (1)
- WWE
  - NXT Tag Team Championship1 (2) – con Adam Cole, Kyle O'Reilly e Roderick Strong (1) e Kyle O'Reilly (1)
  - NXT Year-End Award (2)
    - Tag Team of the Year (2019) con Kyle O'Reilly
    - Tag Team of the Year (2020) con Adam Cole, Kyle O'Reilly e Roderick Strong

1 Durante il suo primo regno, Fish difendeva il titolo con Cole (anche se è stato riconosciuto come campione solo per quattro giorni), O'Reilly e Strong sotto la "Freebird Rule".